# PSR J0348+0432
PSR J0348 + 0432 là một hệ sao đôi xung-lùn trắng. Nó được Kính viễn vọng Green Bank Robert C. Byrd của Đài thiên văn vô tuyến quốc gia tại Green Bank phát hiện vào năm 2007 trong một khảo sát quét trôi.
Năm 2013, một đo đạc khối lượng cho sao neutron này đã được công bố: 2,01 ± 0,04 M☉Ư. Đo đạc này được thực hiện với sự kết hợp giữa thời gian vô tuyến và quang phổ chính xác của sao lùn trắng đồng hành. Con số này cao hơn một chút, nhưng không thể phân biệt được về mặt thống kê với khối lượng của PSR J1614-2230, được đo bằng độ trễ thời gian Shapiro. Đo đạc này xác nhận sự tồn tại của các sao neutron lớn như vậy khi sử dụng một kỹ thuật đo đạc khác.
Đặc điểm đáng chú ý của hệ sao xung đôi này là sự kết hợp giữa khối lượng sao neutron cao và chu kỳ quỹ đạo ngắn: 2 giờ 27 phút. Điều này cho phép đo sự phân rã quỹ đạo do sự phát xạ của sóng hấp dẫn, như được quan sát với PSR B1913+16 và PSR J0737-3039.

## Nền tảng
Sao xung vô tuyến đầu tiên được Jocelyn Bell và cố vấn của bà là Antony Hewish phát hiện năm 1967 bằng cách sử dụng Mảng điều tần ký sinh liên hành tinh (IPS Array). Franco Pacini và Thomas Gold nhanh chóng đưa ra ý tưởng rằng các sao xung là các sao neutron tự quay từ hóa cao, hình thành như là kết quả của siêu tân tinh vào cuối vòng đời của những ngôi sao có khối lượng lớn hơn khoảng 10 lần khối lượng Mặt Trời (M☉). Bức xạ do các sao xung phát ra là do tương tác của plasma bao quanh sao neutron với từ trường tự quay nhanh của nó. Tương tác này dẫn đến phát xạ theo mô hình của một "đèn hiệu tự quay", do phát xạ thoát ra dọc theo các cực từ của sao neutron. Tính chất "đèn hiệu tự quay" của sao xung phát sinh từ sự lệch trục từ với trục tự quay của chúng. Theo dòng lịch sử, các sao xung được phát hiện ở bước sóng vô tuyến, theo đó sự phát xạ là rất mạnh, nhưng các kính viễn vọng không gian hoạt động ở bước sóng tia gamma cũng đã phát hiện ra các sao xung.

## Quan sát
Vào năm 2007, kính viễn vọng Green Bank đã trải qua quá trình sửa chữa phần thiết bị theo dõi và vì thế không thể theo dõi trong vài tháng. Tuy nhiên, một nhóm các nhà thiên văn học quốc tế vẫn có thể ghi lại dữ liệu từ ăng ten, để Trái Đất thực hiện công việc di chuyển chùm tia của kính viễn vọng ngang qua bầu trời, một quá trình được gọi là khảo sát quét trôi. Họ đã tìm thấy tổng cộng 35 sao xung mới, bao gồm 7 sao xung miligiây mới và PSR J0348+0432.
Năm 2011, John Antoniadis đã nghiên cứu sao lùn trắng đồng hành bằng thiết bị phổ kế FORS2 trên Kính viễn vọng rất lớn của Đài thiên văn Nam Âu ở Chile. Các dữ liệu này kết hợp với các quan sát vô tuyến để xác định khối lượng của nó và của sao xung. Thời gian vô tuyến của sao xung với kính viễn vọng vô tuyến 305 m tại Đài thiên văn Arecibo và Kính viễn vọng vô tuyến 100 m Effelsberg đã sớm phát hiện sự phân rã quỹ đạo của hệ thống do phát xạ sóng hấp dẫn. Điều này phù hợp với tỷ lệ được thuyết tương đối rộng dự đoán.

## Ý nghĩa
Sự kết hợp giữa khối lượng sao xung lớn, khối lượng sao lùn trắng nhỏ (tỷ lệ khối lượng ~ 1: 11,7) và chu kỳ quỹ đạo ngắn (2 giờ 27 phút) cho phép các nhà thiên văn kiểm tra thuyết tương đối rộng trong chế độ của trường hấp dẫn tột độ chưa từng được thử nghiệm trước đó. Kết quả cũng có các hệ quả cho sự phát hiện trực tiếp sóng hấp dẫn và để hiểu về sự tiến hóa sao. Khối lượng đo đạc {\displaystyle 2,01\pm 0,04M_{\odot }} đặt một giới hạn thấp hơn về mặt thực nghiệm đối với giá trị của giới hạn Tolman-Oppenheimer-Volkoff.
PSR J0348+0432 cũng là một ứng viên của sao hyperon, một loại sao neutron nặng chứa các hyperon.